# Еулохіо Мартінес
Еулохіо Мартінес (ісп. Eulogio Martínez, 11 червня 1935, Асунсьйон — 30 вересня 1984, Барселона) — парагвайський та іспанський футболіст, що грав на позиції нападника.
Виступав, зокрема, за «Барселону», з якою став дворазовим чемпіоном Іспанії і по два рази вигравав Кубок Іспанії і Кубок ярмарків. Також грав за національну збірну Парагваю та національну збірну Іспанії, будучи у складі першої учасником чемпіонату Південної Америки 1955 року, а у складі другої чемпіонату світу 1962 року.

## Клубна кар'єра
Вихованець клубу «Атлантида» з рідного міста Асунсьйон. Протягом 1953—1956 років захищав кольори клубу «Лібертад», з яким став чемпіоном Парагваю 1955 року.
Після чемпіонату Південної Америки 1955 року Мартінес привернув увагу представників тренерського штабу іспанської «Барселони», до складу якої приєднався 1956 року. Відіграв за каталонський клуб наступні шість сезонів своєї ігрової кар'єри, утворивши грізний напад з іншими зірками атаки команди Ладиславом Кубалою та Шандором Кочишом. У складі «Барселони» був одним з головних бомбардирів команди, маючи середню результативність на рівні 0,56 гола за гру першості і був найкращим бомбардиром команди протягом трьох сезонів (1956/57, 1957/58 та 1959/60). У першому сезоні він зіграв у чемпіонаті 23 гри і забив 9 голів, але найбільшу результативність показав у Кубку Іспанії, де спочатку забив рекордні сім голів у 1/8 фіналу проти столичного «Атлетіко» (7:1), а потім забив чотири голи у чвертьфіналі іншій мадридській команді, «Реалу» (6:1) протягом п'ятнадцяти хвилин і згодом здобув з командою трофей, забивши вражаючі 16 голів у 6 матчах турніру. У наступному сезоні він забив 10 голів в 19 матчах Прімери, а у третьому — 7 голів у 16 матчах, вигравши з командою «золотий дубль». Кращим для Мартінеса став наступний сезон 1959/60, в якому нападник забив 23 м'ячі в чемпіонаті, а його клуб зумів вибороти титул чемпіона Іспанії. У наступні роки Мартінес вже не так багато забивав і почав втрачати місце в основі.
Мартінес також увійшов до історії «Барселони», забивши 24 вересня 1957 року перший гол на новозбудованому стадіоні «Камп Ноу». Цей гол був забитий на 11-й хвилині в товариському матчі на святкуванні урочистого відкриття стадіону проти польської команди «Легія» (4:2). Також двічі з командою за цей час він ставав володарем Кубка ярмарків, у 1958 та 1960 роках. Через надмірну вагу він залишив «Барселону» в 1962 році, забивши 177 м'ячів у 257 матчах в усіх турнірах за клуб.
Згодом з 1962 по 1964 рік грав у складі «Ельче», а у сезоні 1964/65 грав за «Атлетіко», з яким виграв Кубок Іспанії, хоча у жодному матчі в тому турнірі на поле не виходив, зігравши лише дві гри в чемпіонаті і одну в єврокубках.
Завершив ігрову кар'єру у команді «Європа» (Барселона), за яку виступав протягом сезону 1965/66 років у Сегунді.

## Виступи за збірні
7 березня 1954 року дебютував у офіційних матчах у складі національної збірної Парагваю в кваліфікації до чемпіонату світу 1954 року проти Бразилії (0:1). Наступного року він брав участь з командою у чемпіонаті Південної Америки, що проходив у Чилі. Парагвай фінішував 5-м, а Мартінес зіграв у всіх 5 іграх — проти Аргентини (забив гол), Уругваю, Еквадору, Чилі та Перу. Гра проти Перу, що відбулась 23 березня 1955 року, стала останньою для Мартінеса за збірну, оскільки після переїзду до Іспанії він перестав до неї викликатись.
В Іспанії Еулохіо 1956 року зіграв один матч за збірну Каталонії, а у жовтні 1958 року і за другу збірну Іспанії, після чого зіграв свій перший матч за національну збірну Іспанії 22 листопада 1959 року в товариській грі проти Австрії (6:3), в якій забив гол.
У складі збірної був учасником чемпіонату світу 1962 року у Чилі. Іспанія вибула на груповому етапі, а Еулохіо провів лише одну гру — проти Чехословаччини (0:1). Цей матч став останнім за «червону фурію» для Мартінеса, оскільки ФІФА ухвалила рішення, що цей Кубок світу стане останнім турніром, у якому гравцям дозволено грати за країну, відмінну від першої, за яку він вже грав. З тієї ж причини інші учасники цього чемпіонату світу також перестали виступати за свої другі команди: за Італію бразилець Жозе Алтафіні та аргентинці Умберто Маскіо та Омар Сіворі, а за Іспанію угорець Ференц Пушкаш та ще двоє південноамериканців, аргентинець Альфредо Ді Стефано (який, отримавши травму, навіть не міг брати участь у турнірі) та уругваєць Хосе Сантамарія. Загалом протягом кар'єри у національній команді, яка тривала 4 роки, провів у її формі 8 матчів, забивши 6 голів.

## Подальше життя
Після того, як Мартінес завершив свою кар'єру в 1966 році, він довгий час жив у Калельї, передмісті Барселони. Деякий час він був футбольним агентом, а пізніше тренував команди нижчого рівня, а також давав уроки фізичної культури. Потрапивши у серйозні фінансові проблеми, у 1971 році фан-клуб провів благодійний матч за участю команди ветеранів «Барселони». У 1984 році сталася серйозна дорожньо-транспортна пригода, у якій він був поранений настільки сильно, що впав у кому — під час заміни спущеної шини його збила інша машина. Після 23 днів у комі Еулохіо Мартінес помер 30 вересня 1984 року у віці лише 49 років.

## Статистика

### Клубнні виступи в Іспанії
| Виступи           | Виступи           | Виступи           | Чемпіонат | Чемпіонат | Кубок | Кубок | Єврокубки | Єврокубки | Інше | Інше | Всього | Всього |
| Клуб              | Ліга              | Сезон             | Ігри      | Голи      | Ігри  | Голи  | Ігри      | Голи      | Ігри | Голи | Ігри   | Голи   |
| ----------------- | ----------------- | ----------------- | --------- | --------- | ----- | ----- | --------- | --------- | ---- | ---- | ------ | ------ |
| «Барселона»       | Ла-Ліга           | 1956/57           | 23        | 9         | 6     | 16    | —         | —         | —    | —    | 29     | 25     |
| «Барселона»       | Ла-Ліга           | 1957/58           | 19        | 10        | 6     | 4     | 4         | 3         | —    | —    | 29     | 17     |
| «Барселона»       | Ла-Ліга           | 1958/59           | 16        | 7         | 9     | 7     | 0         | 0         | —    | —    | 25     | 14     |
| «Барселона»       | Ла-Ліга           | 1959/60           | 24        | 23        | 5     | 4     | 14        | 7         | —    | —    | 43     | 34     |
| «Барселона»       | Ла-Ліга           | 1960/61           | 13        | 4         | 1     | 0     | 2         | 2         | —    | —    | 16     | 6      |
| «Барселона»       | Ла-Ліга           | 1961/62           | 16        | 9         | 4     | 2     | 0         | 0         | —    | —    | 20     | 11     |
| «Барселона»       | Всього            | Всього            | 111       | 62        | 31    | 33    | 20        | 12        | 0    | 0    | 162    | 107    |
| «Ельче»           | Ла-Ліга           | 1962/63           | 17        | 4         | 6     | 1     | —         | —         | —    | —    | 23     | 5      |
| «Ельче»           | Ла-Ліга           | 1963/64           | 24        | 3         | 0     | 0     | —         | —         | —    | —    | 24     | 3      |
| «Ельче»           | Всього            | Всього            | 41        | 7         | 6     | 1     | 0         | 0         | 0    | 0    | 47     | 8      |
| «Атлетіко Мадрид» | Ла-Ліга           | 1964/65           | 2         | 0         | 0     | 0     | 1         | 0         | —    | —    | 3      | 0      |
| «Атлетіко Мадрид» | Всього            | Всього            | 2         | 0         | 0     | 0     | 1         | 0         | 0    | 0    | 3      | 0      |
| «Европа»          | Сегунда           | 1965/66           | 10        | 3         | 0     | 0     | —         | —         | —    | —    | 10     | 3      |
| «Европа»          | Всього            | Всього            | 10        | 3         | 0     | 0     | 0         | 0         | 0    | 0    | 10     | 3      |
| Всього за кар'єру | Всього за кар'єру | Всього за кар'єру | 164       | 72        | 37    | 34    | 21        | 12        | 0    | 0    | 222    | 118    |

### Голи за збірну Іспанії
| #  | Дата              | Місце                                | Суперник | Рахунок | Результат | Турнір           |
| -- | ----------------- | ------------------------------------ | -------- | ------- | --------- | ---------------- |
| 1. | 22 листопада 1959 | «Месталья», Валенсія, Іспанія        | Австрія  | 4–1     | 6–3       | Товариський матч |
| 2. | 17 грудня 1959    | «Парк де Пренс», Париж, Франція      | Франція  | 4–2     | 4–3       | Товариський матч |
| 3. | 13 березня 1960   | «Камп Ноу», Барселона, Іспанія       | Італія   | 3–1     | 3–1       | Товариський матч |
| 4. | 15 травня 1960    | «Сантьяго Бернабеу», Мадрид, Іспанія | Англія   | 2–0     | 3–0       | Товариський матч |
| 5. | 15 травня 1960    | «Сантьяго Бернабеу», Мадрид, Іспанія | Англія   | 3–0     | 3–0       | Товариський матч |
| 6. | 14 липня 1960     | Національний стадіон, Сантьяго, Чилі | Чилі     | 0–4     | 0–4       | Товариський матч |

## Титули і досягнення
- Чемпіон Парагваю (1):

«Лібертад»: 1955
- Чемпіон Іспанії (2):

«Барселона»: 1958–59, 1959–60
- Володар Кубка Іспанії (3):

«Барселона»: 1957, 1958–59
«Атлетіко» (Мадрид): 1964–65
- Володар Кубка ярмарків (2):

«Барселона»: 1955–58, 1958–60